# Кіяїк (річка)
Кіяї́к (рос. Кияик) — річка в Удмуртії, Росія, ліва притока річки Люк. Протікає територією Якшур-Бодьїнського та Зав'яловського районів.
Річка починається на території Якшур-Бодьїнського району, але вже через 3,5 км входить у межі Зав'яловського району. Протікає спочатку на південь, після села Великий Кіяїк повертає на південний схід. Впадає до Люка на окраїні села Новий Сентег. Береги заліснені та заболочені. У верхній течії пересихає влітку. Приймає багато дрібних приток.
Уздовж річки лежать такі населені пункти Зав'яловського району — Великий Кіяїк, Кіяїк, Новий Сентег.